# Heinrich Pröhle
Christoph Ferdinand Heinrich Pröhle (født 4. juni 1822 i Satuelle, død 28. maj 1895 i Steglitz) var en tysk forfatter. Han var søn af Heinrich Andreas Pröhle.
13 år gammel besøgte han katedralskolen i Halberstadt, kom derefter på gymnasiet i Merseburg og studerede i Halle og Berlin. Sin rejse i Ungarn, Tyskland og Tyrol (1847) skildrede han så livfuldt at Augsburger Allgemeine Zeitung sendte ham som sin korrespondent til Wien under oktoberrevolten 1848. Han bosatte sig i Berlin, men flyttede 1851 til Harzegnene for at studere sagn og folkevisedigtning. I 1855 tog han doktorgraden i Bonn, og han blev derefter lærer indtil 1890. Af hans mange bøger har endnu i vore dage G.A. Bürger, Friedrich der Grosse und die deutsche Litteratur, Lessing, Wieland, Heinse (1877) og Abhandlungen über Goethe, Schiller, Bürger und einige ihrer Freunde (1889) værd.